# 伍德山 (維多利亞地)
74°49′S 158°24′E / 74.817°S 158.400°E
伍德山（英語：Mount Wood），是南極洲的山峰，位於維多利亞地的斯科特海岸，處於克林山東北面21公里的大衛冰川北岸，現時由南極條約體系管理。